# سيرسبورغ (فيرمونت)
سيرسبورغ (بالإنجليزية: Searsburg, Vermont)‏ هي بلدة تقع بولاية فيرمونت في الولايات المتحدة. تبلغ مساحتها 55.9 (كم²)، وترتفع عن سطح البحر 670 م، بلغ عدد سكانها 96 نسمة في عام 2000 حسب إحصاء مكتب تعداد الولايات المتحدة وتصل الكثافة السكانية فيها 1.7 نسمة/كم2.

## وصلات خارجية
- The US50 - Cities and Towns in Vermont State
- Vermont Cities and Towns, Facts, Map, Flag, Colleges, Government, and More